# Síndrome de Edwards
El síndrome de Edwards, también conocido como trisomía 18, es un tipo de aneuploidía (cambio en el número de cromosomas) humana que se caracteriza  por la presencia de un cromosoma completo adicional en el par 18. También se puede presentar por la presencia parcial del cromosoma 18 (translocación desequilibrada) o por mosaicismo en las células fetales.
Fue originalmente descrita por John H. Edwards —en un artículo publicado en la revista The Lancet en 1960— de la Universidad de Wisconsin, cuyos resultados fueron publicados y registrados en la literatura pediátrica y genética en el año 1960. Los estudios de genética molecular no han descrito con claridad las regiones puntuales que necesitan ser duplicadas para que se produzca el fenotipo característico del síndrome Edwards. Hasta el momento solo se conocen dos regiones del brazo largo: 18q12-21 y 18q23.

## Causas genéticas
El síndrome de Edwards es una anomalía cromosómica caracterizada por la presencia de una copia adicional de material genético del cromosoma 18, tanto si esta información es un cromosoma entero (se hablaría entonces de una trisomía 18), como si es parcial (como una translocación). Los efectos del exceso cromosómico variarán en función de esto último, aparte del historial genético (background) y del azar.
Los errores en el número de cromosomas pueden darse en ambas divisiones meióticas, causando el fallo en la congregación de los mismos en las células hijas (no disyunción meiótica). La trisomía que nos concierne en este caso, la del cromosoma 18, es causada por un evento de este tipo, de forma que el gameto queda con 24 cromosomas. Al combinarse con el otro gameto, el embrión contará, entonces, con 47 cromosomas. En los estudios llevados a cabo por Kupke y Mueller, 1989; Fisher et al., 1995; Eggermann et al., 1996; y Bugge et al., 1998, se observó que alrededor del 50 % de los errores en la separación de los cromosomas en la ovogénesis se presentaron en meiosis II, en este caso. Esto es diferente a otras trisomías humanas que se han investigado, que normalmente muestran una frecuencia más alta de errores de meiosis materna I. Las causas de la no disyunción de los cromosomas se siguen investigando actualmente. Hasta el momento, se está relacionando con polimorfismos maternos en determinadas enzimas del metabolismo. Investigaciones han propuesto un aumento significativo en los polimorfismos del gen reductasa metileno tetrahidrofolato (MTHFR) en madres de trisomía 18 concebidas, pero no en los otros grupos.
Raramente, también podemos encontrar una translocación, debida a que un fragmento del cromosoma 18 se pega a otro cromosoma, antes o después de la concepción. Estos individuos contarán con dos copias del cromosoma 18 más el material extra proveniente del fragmento de cromosoma 18. En estos casos, como se mencionaba hace unas líneas, las anormalidades y síntomas del síndrome suelen ser menos severos que en los Edwards causados por una trisomía completa. 
Solo en un pequeño porcentaje también podremos encontrarnos con individuos mosaicos, de modo que algunas células contarán con el cromosoma (o fragmento de cromosoma) de más, mientras que las demás células restantes podrían tener la carga genética correcta.

## Síntomas

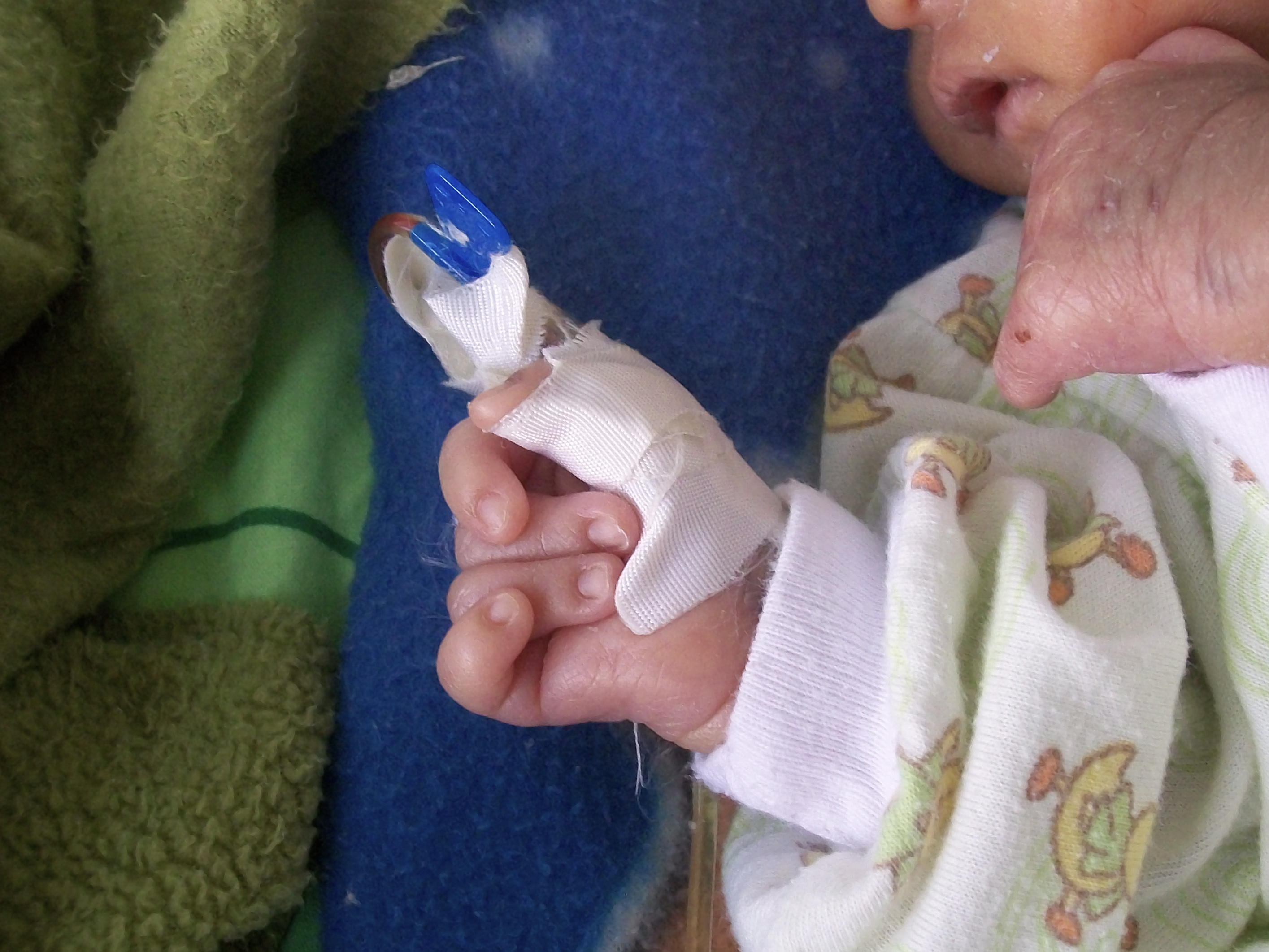
Manos trisómicas (con tendencia a tener el puño cerrado), muy característico de la trisomía 18.

Se han descrito más de un centenar de defectos asociados a esta aneuploidía. A continuación, se recogen algunas de ellas:

### Dimorfismos
- Faciales

Microcefalia
Occipucio prominente
Frente estrecha
Fisuras palpebrales cortas
Orejas bajas y malformadas
Paladar ojival
Micrognatia
- Músculo-esqueléticos

Cuello alado
Esternón corto
Areolas separadas
Pelvis estrecha
Dislocación de caderas
Focomelia
Pie en mecedora
Dedos sobrepuesto
Uñas hipoplásicas

### Malformaciones
- Anomalías del SNC y cráneo

Ventriculomegalia
Megacisterna magna
Quiste de fosa posterior
Quiste de plexo coroídeo
Microcefalia
Mielomeningocele
- Anomalías faciales

Labio leporino
- Anomalías del cuello

Higroma quístico/edema nucal
Hidrops/linfangectasia
- Anomalías cardiovasculares

Defectos septales
Coartación aórtica
Ductus arteriosus persistente
Transposición de grandes vasos
Dextrocardia
Lesiones valvulares
- Anomalías gastrointestinales

Hernia diafragmática
Onfalocele
Hernia inguinal o umbilical
Intestino ecogénico
- Anomalías genitourinarias

Riñón poliquístico
Riñón en herradura
Riñón ectópico
Hidronefrosis
Criptorquidia
Micropene
- Anomalías de extremidades

Polidactilia
Pie bot
Clinodactilia
- Otras anomalías

Arteria umbilical única
Pseudoquiste del cordón umbilical

## Diagnóstico
Dada la alta tasa de mortalidad posnatal de esta enfermedad genética, aún no existe un tratamiento eficaz. El trabajo clínico se restringe al diagnóstico prematuro para poder supervisar el embarazo de forma adecuada y a la preparación psicológica de los padres para una eventual muerte perinatal inminente o el retraso mental y las incapacidades físicas en los escasos sobrevivientes.
El diagnóstico se realiza entre la semana 12 y 20 del embarazo mediante técnicas ultrasonográficas. Ante la presencia de cualquier malformación que presuma una aberración cromosómica, se confirma el diagnóstico mediante amniocentesis, cordocentesis o biopsias de tejido placentario. En el caso de la amniocentesis, las muestras son cultivadas mediante protocolos citogenéticos convencionales para el aislamiento y proliferación de células fetales (como los amniocitos). Posteriormente, con técnicas de hibridación (FISH) se tratan las células con sondas fluorescentes para confirmar la presencia de alguna aberración cromosómica, en este caso, la presencia de un cromosoma 18 o un fragmento del mismo de más.
Por otro lado, el diagnóstico posnatal es evidente al inspeccionar al menor en busca de los signos fenotípicos propios de la trisomía 18. Algunos de los signos únicos de este padecimiento son:
- Tamaño considerablemente menor.
- Puño cerrado con solapamiento entre dedos, superponiéndose el segundo dedo sobre el tercero y el quinto sobre el cuarto.
- Hipotonía (el menor carece de firmeza en sus extremidades).
- Astrágalo vertical congénito.[5]

## Epidemiología

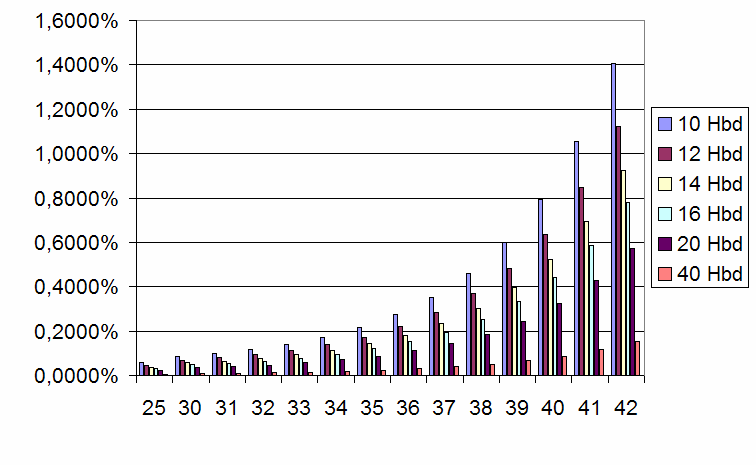
Riesgo de Trisomy 18 (Síndrome de Edwards) en relación con edad maternal (eje X) y gestaciónn (Hbd, marcado por color).

El síndrome de Edwards se da en torno en 1 de cada 6000 nacimientos vivos en Estados Unidos; adicionalmente, la mayoría de los diagnosticados con el síndrome de Edwards de forma prenatal no llega a término. Por su parte, el riesgo de concebir a un niño con síndrome de Edwards incrementa a medida que lo hace la edad de la madre. La edad a partir de la cual se considera que una madre tiene más posibilidad de dar a luz a un hijo con Edwards es a partir de treinta y dos años y medio.